# The Secret Life of Books
The Secret Life of Books ist eine britische Dokumentarserie, die sich mit der Geschichte, dem kulturellen Kontext und der Wirkung bedeutender literarischer Werke befasst. Die Serie wird seit 2015 von BBC Four ausgestrahlt.

## Konzept
Jede Episode widmet sich einem bekannten literarischen Werk. Dabei werden die Entstehungsgeschichte, das Leben des Autors oder der Autorin sowie die langfristige Wirkung des Buches untersucht. Die Serie beleuchtet historische als auch gesellschaftliche Aspekte der jeweiligen Werke und bezieht Interviews mit Schriftstellern, Historikern und Literaturkritikern ein.
Die Sendung bietet einen tiefgehenden Einblick in die Rolle von Literatur in Gesellschaft, Kultur und individueller Erfahrung. Einzelne Episoden sind auch über Plattformen wie BBC iPlayer abrufbar. Zudem wurde das Format um einen begleitenden Podcast erweitert.

## Ausgewählte Episoden
Einige Episoden der Serie behandeln unter anderem folgende Werke:
- The Secret Life of Jane Eyre – Charlotte Brontës Klassiker und seine Bedeutung für die feministische Literatur.
- The Secret Life of The Great Gatsby – Eine Analyse von F. Scott Fitzgeralds Roman über die amerikanische Gesellschaft der 1920er Jahre.
- The Secret Life of The Bible – Eine Betrachtung der kulturellen und historischen Relevanz der Bibel in verschiedenen Epochen.

Neben Einzelfolgen zu Büchern werden auch übergreifende Themen wie die Geschichte des Buchdrucks und der Einfluss von Literatur auf kollektives Gedächtnis behandelt.

## Rezeption
Die Serie erhielt positive Kritiken für ihre informative und zugängliche Herangehensweise an komplexe literarische Themen. Sie spricht sowohl ein allgemeines Publikum als auch Literaturinteressierte an. Kritisiert wurde vereinzelt, dass bei populären Werken zugunsten der Zugänglichkeit auf analytische Tiefe verzichtet werde.

## Weitere Medien
- Ein begleitender Podcast ist auf Plattformen wie Apple Podcasts und Spotify verfügbar.
- Das Buch The Secret Life of Books von Tom Mole bietet eine vertiefte Auseinandersetzung mit der Bedeutung von Büchern in der heutigen Welt.